# Eomaia
Genre
Espèce
Eomaia scansoria est une espèce de mammifères fossiles du Crétacé, la seule du genre, décrite à partir d'un seul fossile découvert en 2002.
Le fossile a été découvert dans la formation géologique d'Yixian (biote de Jehol), dans la province de Liaoning en Chine. Il date du Barrémien (Crétacé inférieur).

## Étymologie
Eomaia scansoria signifie en grec ancien la « mère de l'aube » (Eomaia) « grimpante » (scansoria).

## Description
Ce fossile mesurant 10 centimètres de long est pratiquement complet. On estime la masse de son corps de 20 à 25 g. Le fossile trouvé est exceptionnellement bien conservé, il est daté à 125 Ma. Bien que le crâne soit écrasé, on peut voir les dents, les os des pieds très petits, les cartilages et même le pelage.
L'étroitesse des hanches laisse supposer que si l'animal était vivipare, les petits n'étaient pas entièrement formés lors de l'accouchement bien que le placenta fut déjà bien développé. Il s'agit donc d'un euthérien presque basal puisque la naissance est encore relativement précoce par rapport au développement du petit.
Selon un article publié dans Nature, l'épipubis est présent. C'est tout à fait remarquable chez un euthérien, puisqu'il s'agit d'un trait plésiomorphe partagé par des marsupiaux, des monotrèmes et des thérapsides non mammifères. Une caractéristique supplémentaire pour le qualifier d'euthérien primitif.
Sa formule dentaire était typique des premiers euthériens : 5.1.5.3/4.1.5.3 (incisives, canines, prémolaires, molaires) ; l'animal avait cinq incisives supérieures, quatre incisives inférieures et cinq prémolaires. Ce ne sont pas là les chiffres typiques des euthériens modernes qui possèdent trois incisives en haut et en bas et quatre prémolaires.

## Systématique
Les auteurs assurent que sur la base de 268 caractéristiques réunies à partir de tous les clades importants de mammifères du Mésozoïque et des principales familles d'euthériens du crétacé, Eomaia se trouve à la base de l'arbre phylogénétique des euthériens avec les Murtoilestes et les Prokennalestes. Manifestement, ces trois taxons sont plus proches des placentaires actuels que des marsupiaux actuels. Eomaia doit être classée parmi les Euthériens du fait de nombreuses apomorphies de la denture, du poignet, de la cheville et du bassin.

## Phylogénie
Phylogénie simplifiée des Euthériens d'après Luo et al., 2011 :
|  | †Juramaia                                                                                   |
|  |                                                                                             |
|  | †Montanalestes                                                                              |
|  |                                                                                             |
|  | \| \| †Eomaia \| \| \| \| \| \| †Murtoilestes \| \| \| \| \| \| †Prokennalestes \| \| \| \| |
|  |                                                                                             |
|  | autres euthériens avec Placentalia                                                          |
|  |                                                                                             |
|  | †Eomaia                                                                                     |
|  |                                                                                             |
|  | †Murtoilestes                                                                               |
|  |                                                                                             |
|  | †Prokennalestes                                                                             |
|  |                                                                                             |

|  | †Eomaia         |
|  |                 |
|  | †Murtoilestes   |
|  |                 |
|  | †Prokennalestes |
|  |                 |

|  | (Marsupialia) |
|  |               |

|  | †Juramaia                                                                                   |
|  |                                                                                             |
|  | †Montanalestes                                                                              |
|  |                                                                                             |
|  | \| \| †Eomaia \| \| \| \| \| \| †Murtoilestes \| \| \| \| \| \| †Prokennalestes \| \| \| \| |
|  |                                                                                             |
|  | autres euthériens avec Placentalia                                                          |
|  |                                                                                             |
|  | †Eomaia                                                                                     |
|  |                                                                                             |
|  | †Murtoilestes                                                                               |
|  |                                                                                             |
|  | †Prokennalestes                                                                             |
|  |                                                                                             |

|  | †Eomaia         |
|  |                 |
|  | †Murtoilestes   |
|  |                 |
|  | †Prokennalestes |
|  |                 |

|  | (Marsupialia) |
|  |               |

## Apport du fossile
Le fossile trouvé porte même des traces de poils. La date précédente la plus ancienne pour une telle caractéristique était d'environ 60 Ma - ce fossile est plus vieux d'environ 65 Ma. Il ne faut pas en conclure que les premiers mammifères étaient dépourvus de poils. L'examen du squelette laisse entendre que les poils sont peut-être apparus plus tôt chez les ancêtres non-mammaliens au Trias inférieur ou au Permien supérieur. Le pelage se fossilise rarement et la qualité remarquable des fossiles de Liaoning est tout à fait inhabituelle.